# Dobrina (gmina Žetale)
Dobrina – wieś w Słowenii, w gminie Žetale. W 2018 roku liczyła 249 mieszkańców.